# Iglesia de Santo Domingo de Silos (Prádena del Rincón)
La iglesia de Santo Domingo de Silos es un templo católico de la localidad española de Prádena del Rincón, en la Comunidad de Madrid. Cuenta con el estatus de bien de interés cultural. En el edificio se muestran los dos estilos más característicos en las construcciones que se levantaron durante la etapa de repoblación de la zona, llevada a cabo durante los siglos XII y XIII: románico rural y mudéjar. Se trata de uno de los escasos ejemplos con importantes restos de arquitectura románica en la región madrileña.
Responde al modelo habitual en la arquitectura románica popular de la época en toda Castilla, construido con fábrica de mampostería y formado por una sola nave cubierta con techumbre de madera, fechable en el siglo XII, y cabecera formada por un ábside semicircular precedido por un tramo recto, cubiertos con bóveda de cuarto de esfera y cañón apuntado respectivamente, que fue levantada en el siglo XIII en sustitución de otra anterior. La nave conserva interesantes restos de pintura mural de estilo gótico lineal, que pueden fecharse en la primera mitad del siglo XIV, que cubrirían toda la nave. Es destacable también la galería porticada de estilo mudéjar, datada a finales del siglo XIII, que se adosa a la fachada norte del templo. Construida en ladrillo, se cubre con techumbre de madera y alberga una interesante portada también de ladrillo relacionada con el mudéjar castellano. A pesar de que este tipo de estructuras porticadas de ladrillo debió de ser frecuente en las regiones limítrofes a la región madrileña, sin embargo, los ejemplos son muy escasos y fragmentados (Fuentepelayo en Segovia, Orbita en Ávila), y este de Prádena constituye el caso más completo y mejor conservado.
Bajo el pórtico se localiza una necrópolis rupestre medieval, que se relaciona con los primeros momentos de la repoblación y con la primera construcción de la iglesia. Está formada por sesenta y cuatro tumbas de tipo antropomorfo excavadas en roca, que se han fechado entre los siglos XII al XV. Otro elemento del lugar es el horno de fundición de campanas, situado junto al templo, fechado en la segunda mitad del siglo XVI. Está formado por un vaciado en la roca para la fosa de fundición, en la que se localizaron cinco moldes de campanas sobre zócalos de ladrillo, un conjunto excepcional tanto por la escasez de ejemplos conservados tan completos, como por su buen estado de conservación. La iglesia ha sido objeto de una restauración integral que ha recuperado su aspecto original. Asimismo, se ha musealizado exponiendo las piezas encontradas durante las obras del templo en varias vitrinas situadas en el coro. También se ha adaptado para hacer visitable la necrópolis y el horno de campanas.

## Descripción
El inmueble está situado en el centro del casco histórico de la localidad de Prádena del Rincón, en la plaza de la Iglesia n.º 1. Ocupa la parcela catastral 4640701VL5444S0001ZL, circundada por la calle del Pez, la calle Iglesia y la plaza de la Iglesia.
El actual edificio presenta una planta constituida por una sola nave rectangular y cabecera formada por un ábside semicircular precedido por un tramo recto sobre el que se alza una torre campanario con un cuerpo de acceso junto a ella; dos pórticos adosados a la nave, uno en la fachada sur y otro en la fachada norte; y una pequeña sacristía junto a la cabecera en el lado sur. A ello hay que añadir una necrópolis junto al muro norte de la nave, bajo el pórtico, y un horno de campanas en la zona suroeste exterior del templo.
Los trabajos arqueológicos efectuados en la cabecera de la iglesia han permitido conocer la existencia de restos de un primitivo ábside, que parece corresponder a una primitiva iglesia. Realizado en mampostería y de menores dimensiones que el actual presenta un trazado semicircular que se continúa en un espacio rectangular tras un ligero acodamiento. A esta primera construcción pertenecen también los muros norte y sur de la nave actual, construidos en mampostería de piedra del lugar con argamasa de cal. La nave muestra un espacio rectangular iluminado por dos saeteras situadas en el muro sur y cubierto con techumbre de madera. Asimismo, se conservan dos jambas de ladrillo y un dintel de madera pertenecientes al primitivo acceso localizado en el muro norte, que comunicaba la nave con la necrópolis. La datación del ladrillo por termoluminiscencia ha permitido establecer una fecha entre finales del siglo XII y principios del siglo XIII, que puede aplicarse a esta primera fase. Se trataría, por tanto, de una primera edificación formada por una nave rectangular y cabecera semicircular prolongada en un pequeño tramo recto, toda ella levantada con fábrica de mampostería, erigida durante la etapa de repoblación de la zona llevada a cabo principalmente durante la segunda mitad del siglo XII y XIII.
Posteriormente, a esta sencilla estructura se añadió un pórtico de ladrillo adosado a la fachada norte, formado por una arquería de cinco vanos de medio punto doblados, el central de acceso, que se prolongan por las jambas mediante una imposta con perfil de nacela. Entre ellos una fina pilastra recorre los machones desde el suelo hasta la cornisa, formada por una fila de ladrillos dispuestos a sardinel con perfil de nacela, sobre la que descansa el tejado a un agua. El análisis por termoluminiscencia efectuado sobre los ladrillos del pórtico ha aportado una datación ente 1186 a 1282, lo que revela que se edificó durante el siglo XIII, probablemente avanzado del románico castellano, se localizan generalmente en la fachada sur por ser la más abrigada. En este caso, el hecho de situarse en la fachada norte podría estar en relación directa con la necrópolis existente en esta zona de la iglesia, por lo que su finalidad sería la de albergar bajo techo las sepulturas. Sin embargo, el pórtico se cita por primera vez en el Libro de Visitas del año 1526 refiriéndose a él como “la cilla”, lo que sugiere que, en ese momento, era utilizado como almacén de cereales, función que continuó cumpliendo durante siglos, ya que en el siglo XVIII se le denomina “tercia” o “panera”. Aunque los pórticos construidos en ladrillo debieron de ser frecuentes en tierras castellanas en torno a la región madrileña, sin embargo, se conservan escasos ejemplos y fragmentados (Fuentepelayo en Segovia, Orbita en Ávila), por lo que este de Madrid, que es el más completo y mejor conservado, adquiere un notable valor histórico. Bajo este pórtico también se ha documentado la existencia de un cementerio medieval, con sesenta y cuatro tumbas de carácter rupestre y de tipo antropomorfo. De acuerdo con esta tipología y la existencia de unas monedas que abarcan desde el reinado de Alfonso VIII hasta el de los Reyes Católicos, se ha podido establecer una cronología entre los siglos XII XIII hasta entrado el siglo XVI. Bajo el suelo de la sacristía se han encontrado también seis tumbas de tipología similar, lo que ha hecho suponer que la extensión inicial de la necrópolis, anterior a la actual cabecera, era mayor.
En la fachada norte, y cubierta por el citado pórtico, se localiza una portada que igualmente se puede adscribir al estilo mudéjar madrileño, y que tipológicamente puede fecharse en el siglo XIII. Presenta una estructura formada por un arco compuesto por cuatro roscas de medio punto que se prolongan por las jambas escalonadas mediante una imposta con perfil de nacela, enmarcado mediante sendas pilastras que se cierran por la parte superior con dos frisos de ladrillo superpuestos, en esquinilla y a sardinel, conformando un alfiz. Modelo que se relaciona con el mudéjar castellano y del que se conservan algunos ejemplos en iglesias madrileñas de la zona de la sierra norte, datadas en el siglo XIII avanzado y el siglo XIV, como las de El Berrueco, Montejo de la Sierra, Mangirón, Horcajuelo o Paredes de Buitrago, con la que muestra una gran semejanza.
En un momento inmediatamente posterior a la construcción del pórtico, hacia a finales del siglo XIII, se levantó el ábside actual de mayor altura y anchura que la nave sobre cuyos muros apoya. Muestra una fábrica de mampostería concertada desde la base hasta la cornisa, tallada en piedra y de perfil achaflanado, que descansa sobre canecillos decorados con modillones, barriletes, bolas o a bisel. En el eje se abre una saetera enmarcada por sillares de cierta irregularidad, y en el lado sur un vano adintelado conformado por cuatro grandes sillares. Interiormente el hemiciclo se cubre con una bóveda de cuarto de esfera y el tramo recto presbiterial, con una bóveda de medio cañón apuntado; ambas arrancan de una imposta con perfil de nacela que recorre los muros. No se han encontrado restos de ningún derrumbe o destrucción del anterior ábside, por lo que probablemente la intención de construir una nueva cabecera sería la de ampliar el espacio, por lo que la fábrica debió de ser derribada y reutilizada para la nueva obra. Se han detectado también restos de un muro que se levantaría para cerrar la nave a la altura del arco triunfal mientras se construía la nueva cabecera, y que se tiraría una vez concluida esta dejando una huella en los muros norte y sur de la nave.
En consecuencia, se puede constatar cómo, tanto la primitiva construcción como el ábside posterior, responden a un románico de carácter rural localizado en poblaciones pequeñas, donde, en general, se sigue el modelo descrito anteriormente. Sin embargo, los ejemplos románicos existentes en la región madrileña son muy escasos, en parte debido a que se han perdido al haber sido sustituidas por otras construcciones posteriores, pero también porque en estos momentos muchas de las iglesias se construían en estilo mudéjar. Propiamente románicas se conserva en su totalidad la iglesia del monasterio de San Julián y San Antonio de La Cabrera (finales del siglo XII), la cabecera de la iglesia del monasterio de Santa María de Valdeiglesias en Pelayos de la Presa (finales del XII-XIII) y el ábside de la iglesia de San Juan Bautista en Talamanca de Jarama (finales del siglo XII), existen algunas otras cabeceras, pero muy transformadas, y algún resto de muros y portadas.
Por otra parte, en relación con las construcciones mudéjares, Pedro Lavado opina que las circunstancias históricas de la región madrileña, con una repoblación tardía, así como las condiciones económicas del área rural, que no permitían elegir estilos que necesitaran una alta inversión, condicionaron los modelos constructivos, optando en muchas ocasiones por el mudéjar, que reunía las cualidades y condiciones adecuadas para ese momento. Un estilo que estaba ya perfectamente asumido por la población cristiana del foco mudéjar toledano y también castellano, y cuya forma de construir permitía levantar edificios de manera rápida y sin grandes problemas técnicos. Muestra de ello son los numerosos casos de templos con restos mudéjares que van apareciendo en la región madrileña, algunos de los más destacados se encuentran en las iglesias de Valdilecha, el ábside de los Milagros en Talamanca del Jarama, Camarma de Esteruelas, Santorcaz, Pezuela de las Torres, Móstoles, Cubas de la Sagra, Boadilla del Monte o la ermita de Santa María la Antigua en Carabanchel, entre otras, fechables en los siglos XIII y XIV.
A la primera mitad del siglo XIV corresponde la decoración pictórica que cubría los muros de la nave. En el muro norte se concentran los restos más significativos, representando una Crucifixión de la que se aprecia la silueta tocada y nimbada de la figura de la Virgen y la cabeza nimbada de Cristo crucificado; la figura de san Juan se encuentra oculta por la imagen superpuesta de San Cristóbal, que se representa con el cayado en su mano derecha y el Niño sobre su hombro izquierdo. En el muro sur se conservan restos de figuras y objetos que parecen responder a distintas escenas que no se han podido identificar con precisión. Además, a media altura de los muros de la nave se conservan cinco cruces patadas rojas inscritas en un marco circular con fondo blanco, que corresponden al ritual de consagración del templo, que se produciría una vez concluida la nueva cabecera. En opinión de Santiago Manzarbeitia, aunque muy perdidas, las pinturas estilísticamente parecen responder al estilo lineal avanzado de la primera mitad del siglo XIV. A pesar de su precario estado de conservación constituyen un notable ejemplo del estilo gótico lineal en la Comunidad de Madrid. Tienen, además, el valor de ser uno de los escasos testimonios de los rituales de consagración de los templos por medio de estas cruces. También es destacable la imagen de san Cristóbal, por ser la única representación de pintura mural medieval de este santo en la comunidad autónoma.
En el intradós del arco de ingreso a la cabecera, en su parte alta, se observan dos huellas que, probablemente, servirían para colocar una gran viga de madera, lo que podría estar en relación con un grupo de esculturas que aparecieron emparedadas en el muro este del pórtico norte, representando a la Virgen y San Juan. Se trataría de un ejemplo de las denominadas “vigas de gloria”, en la que se colocaba el conjunto escultórico representando el Calvario, si bien en Prádena no se ha localizado la figura de Cristo Crucificado. En opinión de Áurea de la Morena, el sentido del volumen y tratamiento de las telas con abundantes plegados, así como por la expresión del sentimiento de sus rostros y gestos, permiten fechar las esculturas en el siglo XIV.
Posteriormente, entre la segunda mitad del siglo XIV y principios del XV, se amplió la nave por el muro occidental añadiendo un tramo de cinco metros de largo, lo que ha quedado reflejado en los muros del edificio anterior, por medio de un resalte que los recorre verticalmente donde se adosa atada la nueva fábrica. Este tramo debió levantarse con el fin de ampliar la nave después de la construcción de la nueva cabecera, conformando un templo más adecuado a las necesidades de la población. En este espacio se instaló un primer coro en alto que fue modificado posteriormente en varias ocasiones. Además, según indican los Libros de Visitas, en el sotocoro se situó la capilla bautismal, permaneciendo en esta ubicación hasta el siglo XIX, donde se encontraría la pila bautismal, actualmente situada en el lado del evangelio a la entrada de la cabecera. Se trata de una pila renacentista, de piedra caliza, compuesta por una base cuadrangular y un fuste corto acanalado entre dos molduras aboceladas, donde descansa la copa semiesférica decorada con gallones inclinados, para rematar en un friso liso y una moldura abocelada. Esta capilla, comunicaba con el exterior mediante un vano de ladrillo mudéjar, hoy cegado, formado por un arco de medio punto con dos roscas que descansan sobre sus jambas mediante una imposta con perfil de nacela, enmarcado por un alfiz decorado en su parte superior con un friso en esquinilla. En el muro oeste se abre una ventana geminada, actualmente perdida casi por completo, rematada en la parte superior por un friso también en esquinilla. En el muro sur de la nave, se han detectado huellas de un primer púlpito con escaleras de piedra integradas en el muro. Contaba con un balcón de madera del que han quedado huellas de adosamiento, posteriormente se modificó. En este momento se levantó también un muro de sillarejo en el arco de acceso al tramo semicircular del ábside, con el fin de utilizar el espacio creado entre este y el hemiciclo como sacristía, permaneciendo hasta 1634, cuando se mandó edificar la nueva sacristía y demoler el muro.
Durante el siglo XVI se levantó la torre campanario sobre el tramo recto de la cabecera, aunque algunos autores piensan que pudiera haber existido una torre o espadaña anterior. Para ello se llevó a cabo un forrado exterior de las paredes del presbiterio en toda su altura mediante un muro doblado realizado en mampostería con sillares en los codos. Adosado al costado sur se construyó un cuerpo cuadrangular, también en mampostería, donde se ubicó la escalera de caracol labrada en piedra para acceder al cuerpo de campanas. Parece que inicialmente contaba con cuatro huecos para las campanas en los lados este y oeste, que posteriormente fueron modificados probablemente para adaptarlos al tamaño de otras nuevas, ya que las actuales datan del siglo XIX.
En relación con la torre estaría el horno de fundir campanas localizado en la zona suroeste, junto al pórtico sur de la iglesia. Se trata de un horno de fundición de campanas formado por un vaciado en la roca para la fosa de fundición y cinco moldes o estructuras de campanas sobre zócalos de ladrillo circulares con troneras, y huellas de un sexto, que constituye un ejemplo excepcional. Mediante la detección de termoluminiscencia de los restos cerámicos, se ha podido datar entre medidos del siglo XVI y principios del XVII. Sin embargo, el tamaño de los moldes no se corresponde con ninguna de las campanas que existen actualmente.
Entre los años 1526 y 1528 se levantó el pórtico sur o bien se llevó a cabo una importante reforma en él, ya que en la documentación se dice que se paga a un maestro vizcaíno por hacer obras en el pórtico “nuevo”. Está formado por una estructura de mampostería y madera, se cubre mediante una techumbre de par e hilera con tirantes, que apoya en un arquitrabe corrido sobre zapatas y pilares de madera que descansan en un peto de mampostería rematado en una albardilla semicircular. Unos años después, en 1534, se comenzó a edificar una nueva sacristía situada en el muro sur entre el husillo de acceso a la torre y el citado pórtico sur, adosándose a ambos. Está conformada por un espacio cuadrangular de gran sencillez que alberga una cajonería de madera tallada del siglo XVIII. En el siglo XVII, se debió construir la armadura de madera que cubre la nave, sustituyendo a otra anterior, ya que el análisis de las maderas de la techumbre ha dado la fecha más antigua el año 1621, pero se ha podido comprobar que ha sufrido diversas intervenciones a lo largo del tiempo. Durante los siglos XVIII y XIX se llevaron a cabo obras de pequeña envergadura y de mantenimiento. La más destacada fue el cerramiento de las arquerías del pórtico norte en 1751, mediante unos antepechos en los que se combina la mampostería y el ladrillo, con la finalidad de formar un gran espacio anejo al templo para los trastos de la iglesia y otros destinos, y al mismo tiempo dar seguridad a la iglesia por esta parte, según indican los documentos. En 1761 se montan los retablos colaterales nuevos, y en 1777 se encarga un nuevo púlpito de metal sobredorado con tornavoz, en sustitución del original de piedra abierto en el muro que fue cegado.
Durante el siglo XX, ante el mal estado de los muros de la nave, se procedió a forrar el interior con un muro adelantado separado por medio de rasillones y yeso, formando así una camisa por el interior de la nave; se cierra el bajo coro con un tabique de ladrillo y el pórtico norte se convierte en salón parroquial. Posteriormente, en los años ochenta, se ejecutaron los primeros proyectos de restauración arquitectónica por parte de la Dirección General de Patrimonio Histórico, interviniendo en portadas, paramentos, ábside y espadaña.
En 2011, la Dirección General de Patrimonio Histórico, en el marco del Convenio con el Arzobispado de Madrid, impulsó un plan de intervención integral que se prolongó hasta 2014, destinado a recuperar las características históricas originales del templo, eliminando patologías, acondicionando los espacios para su uso específico y mejorando las instalaciones.

## Estatus patrimonial
El 3 de agosto de 2021 fue declarada Bien de Interés Cultural, con la categoría de Monumento, mediante un decreto publicado el día 10 de ese mismo mes en el Boletín Oficial de la Comunida de Madrid.